# Тарасова (Архангельская область)
Тарасова — деревня в Плесецком районе Архангельской области. Входит в состав Оксовского сельского поселения.

## География
Деревня расположена на левом берегу реки Онега.
Часовой пояс
Деревня Тарасова как и вся Архангельская область, находится в часовой зоне МСК (московское время). Смещение применяемого времени относительно UTC составляет +3:00.

## Население
| 2002 | 2010 | 2012 |
| ---- | ---- | ---- |
| 16   | ↗27  | ↗34  |